# Pithecellobium histrix
Pithecellobium histrix är en ärtväxtart som först beskrevs av Achille Richard, och fick sitt nu gällande namn av George Bentham. Pithecellobium histrix ingår i släktet Pithecellobium och familjen ärtväxter. Inga underarter finns listade i Catalogue of Life.